# Списък на дожите на Генуезката република
Дожите на Генуезката република (на италиански: Dogi della Repubblica di Genova) са владетели на независимата Република Генуа в Северна Италия.
През 1339 г. в Генуа се въвежда службата „дож“ по пример на дожите във Венецианската република. Първият дож е Симоне Боканегра. Впоследствие, чрез промяна на конституцията от Андреа Дория, службата на дожа е ограничена до две години. През 1797 г. длъжността „дож“ в Генуа е премахната. Последният генуезки дож е Джакомо Мария Бриньоле (1795 – 1797)
В списъка на дожите на Генуезката република са включени периодите на подчинения и губернаторствата. Списъците разграничават дожите, избрани за цял живот (от 1339 до 1527 г.), и тези, избрани с 2-годишен мандат (от 1528 до 1797 г.).

## Пожизнени дожи (1339 – 1352)
- Симоне Боканегра: 23 декември 1339 – 23 декември 1344, 1-ви дож
- Джовани да Мурта: 25 декември 1344 – 6 януари 1350, 2-ри дож
- Джовани да Валенте: 9 януари 1350 – 8 октомври 1352, 3-ти дож

## 1-во подчинение на господство на Висконти (1353 – 1356)
- Джулиелмо Палавичино: 9 октомври 1353 – 3 май 1355, управител, подчинен на Джовани Висконти и после на Матео II, Бернабо и Галеацо II Висконти
- Лукино Дал Верме: 3 май 1355 –  сред. на 1356, управител, подчинен на Матео, Бернабо и Галеацо Висконти
- Гаспаре Висконти: сред. на 1356 – 14 ноември 1356, управител подчинен на Матео II, Бернабо Висконти и Галеацо II Висконти

## Дожи (1356 – 1396)
- Симоне Боканегра: 15 ноември 1356 – 3 март 1363, 4-ти дож, номиниран за 2-ри път, вероятно отровен
- Габриеле Адорно: 14 март 1363 – 13 август 1370, 5-и дож
- Доменико ди Кампофрегозо: 13 август 1370 – 17 юни 1378, 6-и дож
- Антониото Адорно: 17 юни 1378, 7-и дож, отказва се на същия ден
- Николо Гуарко: 17 юни 1378 – 7 април 1383, 8-и дож
- Федерико Пагана: 7 април 1383, 9-и дож, свален същия ден
- Леонардо Монталдо: 7 април 1383 – 14 юни 1384, 10-и дож, умира по време на изпълнение на длъжността
- Антониото Адорно: 15 юни 1384 – 3 август 1390, 11-и дож, номиниран за 2-ри път
- Джакомо ди Кампофрегозо: 3 август 1390 – 6 април 1391, 12-и дож, син на Доменико ди Кампофрегозо
- Антониото Адорно: 6 април 1391 – 16 юни 1392, 13-и дож, номиниран за 3-ти път
- Антонио Монталдо: 16 юни 1392 – 15 юли 1393, 14-и дож, син на Леонардо Монталдо
- Пиетро ди Кампофрегозо: 15 юли 1393, 15-и дож, самообявил се, отказва се вечерта на същия ден
- Клементе Промонторио: 15 юли 1393 – 16 юли 1393, 16-и дож
- Франческо Джустиниани Гарибалдо: 16 юли 1393 – 30 август 1393, 17-и дож
- Антониото Монталдо: 30 август 1393 – 24 май 1394, 18-и дож, номиниран за 2-ри път
- Николо Дзоали: 24 май 1394 – 17 август 1394, 19-и дож
- Антонио Гуарко: 17 август 1394 – 3 септември 1394, 20-и дож
- Антониото Адорно: 3 септември 1394 – 27 ноември 1396, 21-ви дож, номиниран за 4-ти път

## Подчинение на Шарл VI, крал на Франция (1396 – 1409)
По време на управлението на френския крал Шарл VI:
- Антониото Адорно: 27 ноември 1396 – 18 март 1397, управител
- Валеран Люксембургски, граф на Лин: 18 март 1397 – август 1397, управител
- Борлей Люксембургски: август 1397 – 21 септември 1398, щатхаутер, чичо на предходния
- Пиер Фреснел, епископ на Мо: август 1397 – 18 юли 1398, щатхаутер
- Колар дьо Колвил: 21 септември 1398 – януари 1400, управител
- Батиста Боканегра: 17 януари 1400–21 март 1400, управител, непризнат от френския крал
- Батиста Де Франки-Луксардо: 26 март 1400 – 22 септември 1401, управител, непризнат от френския крал
- Ринал д'Оливар: 22 септември (?) 1401 – 30 октомври 1401, щатхаутер
- Жан II льо Менгр „Бусико“: 31 октомври 1401 – 3 септември 1409, управител
- Жилбер III Мотие дьо Ла Файет: 22 септември 1409 – 30 октомври 1409, щатхаутер
- Юг дьо Шоле: 1409 (?) – 1409, щатхаутер

## Подчинение наМаркграфство Монферат(1409 – 1413)
- Теодор II Монфератски, маркграф на Монферат: 6 септември 1409 – 21 март 1413, капитан

## Дожи (1413 – 1421)
- Управление на 8-те ректори: 21 март 1413 – 27 март 1413
- Джорджо Адорно: 27 март 1413 – 23 март 1415, брат на Антониото Адорно, 22-ри дож, който се титулува „17-и дож“
- Управление на двата приори (Томазо ди Кампофрегозо и Джакомо Джустиниани): 23 март 1415 – 29 март 1415
- Барнаба Гоано: 29 март 1415 – 3 юли 1415, 23-ти/18-и дож
- Томазо ди Кампофрегозо: 4 юли 1415 – 23 ноември 1421, 24-ти/19-и дож, син на Пиетро Фрегозо

## 2-ро подчинение на господството на Висконти (1421 – 1435)
По време на управлението на Филипо Мария Висконти, херцог на Милано:
- Франческо Бусоне, граф на Карманьола: 25 декември 1421 – 17 януари 1422, капитан
- Урбано ди Сант'Алозио: 17 януари (?) 1422 – 31 март 1422, управител
- Ректорат на 4-мата ректори: 31 март 1422 – 5 декември 1422, директно изпратени от Филипо Мария Висконти
- Франческо Бусоне, граф на Карманьола: 5 декември 1422 – 15 ноември 1424, управител, номиниран за 2-ри път
- Джакомо дели Изолани, кардинал: 15 ноември 1424 – края на февруари 1428, управител
- Бартоломео дела Капра, архиепископ на Милано: 3 март 1428 – август 1432, управител
- Олдрадо ди Лампуняно: 1432 – (?), управител
- Опицино ди Алцате: 1434 (?) – 25 декември 1435, назначен за комисар, но управлява въпреки присъствието на губернатора, след което е убит
- Франческо Барбавара: 1435 – 25 декември 1435, управител заедно с Лампуняно и Алцате
- Еразмо Тривулцио: 25 декември 1435, управител, приключва същия ден

## Дожи (1435 – 1458)
- Управление на 8-те капитани на свободата: 27 декември 1435 – 28 март 1436
- Изнардо Гуарко: 28 март 1436 – 3 април 1436, 25-и/ 20-и дож, син на Николо Гуарко и брат на Антонио Гуарко
- Томазо ди Кампофрегозо: 3 април 1436 – 24 март 1437, 26-и/21-ви дож, номиниран за 2-ри път, син на Пиетро ди Кампофрегозо
- Батиста ди Кампофрегозо: 24 март 1437, 27-и дож, лидер на преврата за един ден, син на Пиетро ди Кампофрегозо, брат на Томазо ди Кампофрегозо
- Томазо ди Кампофрегозо: 24 март 1437 – 18 декември 1442, 28-и дож, осуетява преврата
- Управление на 8-те капитани на свободата: 19 декември 1442 – 28 януари 1443
- Рафаеле Адорно: 28 януари 1443 – 4 януари 1447, 29-и/ 22-ри дож, син на Джорджо Адорно и внук на Антониото Адорно
- Барнаба Адорно: 4 януари 1447 – 30 януари 1447, 30-и / 33-ти дож
- Джовани ди Кампофрегозо (Джано Фрегозо): 30 януари 1447 – 16 декември 1448, 31-ви/ 34-ти дож, внук на Томазо ди Кампофрегозо, умира по време на изпълнение на длъжността
- Лодовико ди Кампофрегозо: 16 декември 1448 – 4 септември 1450, 32-ри / 35-и дож, внук на Томазо ди Кампофрегозо
- Пиетро ди Кампофрегозо: 8 септември 1450 – януари 1458, 33-ти/ 36-и дож, син на Батиста ди Кампофрегозо, внук на Томазо ди Кампофрегозо, братовчед на Лодовико ди Кампофрегозо

## Подчинение на Шарл VII, крал на Франция (1458 – 1461)
По време на управлението на френския крал Шарл VII:
- Жан II Лотарингски, херцог на Каламбрия и Лотарингия: 11 март 1458 – 11 септември (?) 1459, управител, син на Рене I Анжуйски, племенник на Шарл VII
- Людовик ла Валé: 11 септември (?) 1459 –  9 март 1461, управител

## Дожи (1461 – 1464)
- Управление на 8-те капитана на майсторите: 9 март 1461 – 12 март 1461
- Просперо Адорно: 12 март 1461 – 17 юли 1461, 34-ти дож, бяга от Генуа
- Спинета ди Кампофрегозо: 18 юли 1461 – 20 юли (?) 1461, 35-и дож, внук на Пиетро ди Кампофрегозо
- Лодовико ди Кампофрегозо: 25 юли 1461 – 14 май 1462, 36-и / 27-и дож, номиниран за втори път
- Паоло ди Кампофрегозо, архиепископ на Генуа: 14 май 1462 – 31 май 1462, 37-и дож, син на Батиста ди Кампофрегозо, брат на Пиетро ди Кампофрегозо, братовчед на Лодовико ди Кампофрегозо
- Управление на 4-те капитана на майсторите: 31 май 1462 – 8 юни 1462
- Лодовико ди Кампофрегозо: 8 юни 1462 – януари 1463, 38-и дож, номиниран за 3-ти път
- Паоло ди Кампофрегозо, архиепископ на Генуа: 9 януари 1463 – април 1464, 39-и / 28-и дож, номиниран за 2-ри път

## 1-во подчинение на господството на Сфорца (1464 – 1477)
По време на управлението на Сфорца:
- Гаспаре ди Вимеркате: 16 април 1464 – 18 септември (?) 1464: управител, подчинен на Франческо I Сфорца
- Корадо ди Фолиано: 28 септември 1464 – 13 май 1466, управител, подчинен на Франческо I Сфорца
- Балдасаре дел Корте: май 1466 – август (?)1466, викарий, подчинен на Галеацо Мария Сфорца
- Саграморо Менклоцо Висконте: 1 септември 1466 – 29 септември 1468, управител, подчинен на Галеацо Мария Сфорца
- Корадо ди Фолиано: 7 октомври 1468 – 22 август 1470, управител, подчинен на Галеацо Мария Сфорца, номиниран за 2-ри път
- Джакомо Боварело: 23 август 1470 – след 17 декември 1470, викарий, подчинен на Галеацо Мария Сфорца
- Джовани Палавичино, маркиз на Шипионе (днес част от Салсомаджоре Терме): 3 януари 1471 – 1 юли 1473, управител, подчинен на Галеацо Мария Сфорца
- Гуидо Висконте: 7 юли 1473 – 19 октомври 1475, управител, подчинен на Галеацо Мария Сфорца
- Джан Франческо Палавичино, маркиз на Шипионе: октомври 1475 –  4 февруари 1477, управител, подчинен на Галеацо Мария Сфорца
- Джан Галеацо Сфорца, херцог на Милано, господар на Генуа: 26 декември 1476 – 15 март 1477

## 1477
- Управление на 8-те защитника на родината, начело с Иблето Фиески, капитан: 20 март 1477 – 28 април 1477

## 2-ро подчинение на господството на Сфорца  (1477 – 1478)
- Просперо Адорно: 30 април 1477 – 1478, управител, подчинен на Джан Галеацо Мария Сфорца
- Бранда Кастильони, епископ на Комо: 1478 – 1478, няма време да управлява и намира убежище в Епископския замък на Комо

## 1478 – 1488
- Управление на 8-те умиротворители, начело с Просперо Адорно: 7 юли 1478 – 23 октомври 1478
- Управление на 12-те капитани, начело с Просперо Адорно и Лодовико ди Кампофрегозо: 23 октомври 1478 – 25 ноември 1478

- Батиста ди Кампофрегозо: 26 ноември 1478 – 25 ноември 1483, 40-и / 30-и дож, син на Пиетро ди Кампофрегозо
- Паоло ди Кампофрегозо, кардинал и архиепископ на Генуа: 1483 – 1488, 41-ви/ 31-ви дож, номиниран за 3-ти път

## 3-то подчинение на господството на Сфорца (1488)
- Паоло ди Кампофрегозо, кардинал и архиепископ на Генуа: 6 януари (?) 1488 – 7 август 1488, управител, подчинен на Джан Галеацо Сфорца

## 1488
- Управление на 12-те граждани: 7 август 1488 – 13 септември 1488, под името Капитани и след това на Реформатори на Републиката

## 4-то подчинение на господството на Сфорца
- Агостино Адорно: 13 септември 1488 – 26 октомври 1499, управител, подчинен на Джан Галеацо Мария Сфорца, херцог на Милано
- Корадо Станга: 1494 – 26 октомври 1499: комисар, подчинен на Лудовико Мария Сфорца

## 1-во подчинение на Луи XII, крал на Франция (1499 – 1507)
По време на управлението на френския крал Луи XII:
- Шипионе Барбавара: 26 октомври 1499 – 3 ноември 1499, управител
- Филип от Клев, господар на Равенщайн: 4 ноември 1499 – 25 октомври 1506, управител
- Филипо Рокабертин: юни 1506 – 12 март 1507, наместник

## Дож (1507)
- Паоло да Нови: 10 април 1507 – 27 април 1507, 42-ри дож

## 2-ро подчинение на Луи XII, крал на Франция (1507 – 1512)
- Филип от Клев, господар на Равенщайн: 28 април 1507 – май 1507, управител
- Рудолф от Ланой: май 1507 – октомври 1508, управител
- Франсоа дьо Рошшуар, господар на Шамдениер Сен Дени: октомври 1508 – 20 юни 1512, управител

## Дож (1512 – 1513)
- Джано ди Кампофрегозо: 29 юни 1512 – 25 май 1513, 43-ти дож, имперски протекторат

## 3-то подчинение на Луи XII, крал на Франция (1513)
- Антониото Адорно: 1513 – 1513, управител

## Дож (1513 – 1515)
- Отавиано ди Кампофрегозо: 20 юни 1513 – 7 септември 1515, 44-ти дож

## 1-во подчинение на Франсоа I, крал на Франция (1515 – 1522)
- Отавиано ди Кампофрегозо: 20 ноември 1515 – 31 май 1522, управител, подчинен на Франсоа I

## Дож (1522 – 1527)
- Антониото Адорно: 31 май 1522 – нач. на август 1527, 45-и дож, последен пожизнен дож

## 2-ро подчинение на Франсоа I, крал на Франция (1527 – 1528)
- Теодоро Тривулцио: нач. на август 1527 – 12 септември 1528, управител, подчинен на Франсоа I

## 1528
- Управление на 12-те реформатори на свободата: сред. на септември 1528 – 11 октомври 1528

## Дожове, избирани за 2 години (1528 – 1797)
С повторното завладяване на Генуа през 1528 г. от Андреа Дория, тогава прохабсбургски, републиката възвръща своята независимост и автономия при вземане на решения. 
След това изготвянето на нова конституция е делегирано на 12-те реформатори и с това градът придобива характеристиките на „аристократична“ република, променяйки и официалното си име. Вече не Compagna Communis, а Генуезка република. За да бъдеш част от правителството, става необходимо да си регистриран в Организацията на благородниците (Albergo dei Nobili) – основна институция в градския живот от векове. 
Назначаването на най-висшата длъжност в държавата също е реформирано: премахната е формулата на пожизнения мандат и сега дожът се избира чрез гласуване и с максимален мандат от две години; той е подпомаган от дванадесет сенатори и осем прокурори. Заедно дож и съветници (1/4 от тях подновявани всяко полугодие) образуват Синьорията. В края на мандата, при положително гласуване на петимата одитори (орган, отговарящ за контрола и оценката на работата на дожа), бившият дож може да се състезава за длъжността „постоянен прокурор“. По-нататъшна реформа през 1576 г. приема за номинирането на дожа изборна система, основана на двойния жребий. 

Някои периоди на различните дожове се припокриват: това се дължи на факта, че един дож може едновременно с последните дни от мандата на неговия предшественик. Тази изборна система - петата и последна фаза на автономното генуезко републиканско управление, остава почти непроменена до 1797 г., когато отстъпва място на френското господство на Наполеон Бонапарт и която води до заличаването на Генуезката република за установяването на Лигурската република, като последната е анексирана към Първата френска империя от 1805 до 1814 г.
- Оберто Катанео Ладзари: 12 октомври 1528 – 4 януари 1530, 46-и дож, 1-ви дож с мандат от 2 години
- Батиста Спинола: 4 януари 1531 – 4 януари 1533, 47-и дож
- Батиста Ломелини: 4 януари 1533 – 4 януари 1535, 48-и дож
- Кристофо Грималди Росо: 4 януари 1535 – 4 януари 1537, 49-и дож
- Джовани Батиста Дория: 4 януари 1537 – 4 януари 1539, 50-и дож
- Джанандреа Джустиниани Лонго: 4 януари 1539 – 4 януари 1541, 51-ви дож
- Леонардо Катанео Дела Волта: 4 януари 1541 – 4 януари 1543, 52-ри дож
- Андреа Чентурионе Пиетрасанта: 4 януари 1543 – 4 януари 1545, 53-ти дож
- Джовани Батиста Де Форнари: 4 януари 1545 – 4 януари 1547, 54-ти дож
- Бенедето Джентиле Певере: 4 януари 1547 – 4 януари 1549, 55-и дож
- Гаспаре Грималди Брачели:  4-ти януари 1549 – 4 януари 1551, 56-и дож
- Лука Спинола: 4 януари 1551 – 4 януари 1553, 57-и дож
- Джакомо Промонторио: 4 януари 1553 – 4 януари 1555, 58-и дож
- Агостино Пинели Ардименти: 4 януари 1555 – 4 януари 1557, 59-и дож
- Пиетро Джовани Чибо Клавика: 4 януари 1557 – 3 декември 1558, 60-и дож, умира по време на длъжността
- Джироламо Вивалди: 4 януари 1559 – 4 януари 1561, 61-ви дож
- Паоло Батиста Джудиче Калви: 4 януари 1561 – 27 септември 1561, 62-ри дож, умира по време на длъжността
- Джовани Батиста Чикала Дзоали: 4 октомври 1561 – 4 октомври 1563, 63-ти дож
- Джовани Батиста Леркари: 7 октомври 1563 – 7 октомври 1565, 64-ти дож
- Отавио Джентиле Одорико: 11 октомври 1565 –  11 октомври 1567, 65-и дож
- Симоне Спинола: 15 октомври 1567 – 3 октомври 1569, 66-и дож, умира по време на длъжността
- Паоло Джустиниани Монеля: 6 октомври 1569 – 6 октомври 1571, 67-и дож
- Джаното Ломелини: 10 октомври 1571 – 10 октомври 1573, 68-и дож
- Джакомо Грималди Дурацо: 16 октомври 1573 – 17 октомври 1575, 69-и дож
- Просперо Чентурионе Фатинати: 17 октомври 1575 –  17 октомври 1577, 70-и дож
- Джовани Батиста Дженителе Пиньоло: 19 октомври 1577 –  19 октомври 1579, 71-ви дож
- Николо Дория: 20 октомври 1579 – 20 октомври 1581, 72-ри дож, внук на Джовани Батиста Дория
- Джероламо Де Франки Тозо: 21 октомври 1581 – 21 октомври 1583, 73-ти дож
- Джироламо Киавари: 4 ноември 1583 – 4 ноември 1585, 74-ти дож
- Амброджо Ди Негро: 8 ноември 1585 – 13 ноември 1587, 75-и дож
- Давиде Вакари: 14 ноември 1587 – 14 ноември 1589, 76-и дож
- Батиста Негроне: 20 ноември 1589 – 15 ноември 1591, 77-и дож
- Джовани Агостино Джустиниани Кампи: 27 ноември 1591 – 26 ноември 1593, 78-и дож
- Антонио Грималди Чеба: 27 ноември 1593 – 26 ноември 1595, 79-и дож
- Матео Сенарега: 5 декември 1595 – 4 декември 1597, 80-и дож
- Ладзаро Грималди Чеба: 7 декември 1597 – 15 февруари 1599, 81-ви дож, умира по време на длъжността
- Лоренцо Саули: 22 февруари 1599 – 21 февруари 1601, 82-ри дож
- Агостино Дория: 24 февруари 1601 – 25 февруари 1603, 83-ти дож, брат на Николо Дория, внук на Джовани Батиста Дория
- Пиетро Де Франки Сако: 26 февруари 1603 – 27 февруари 1605, 84-ти дож
- Лука Грималди Де Кастро: 1 март 1605 – 2 март 1607, 85-и дож
- Силвестро Инвреа: 3 март 1607 – 17 март 1607, 86-и дож
- Джероламо Асерето: 22 март 1607 – 23 март 1609, 87-и дож
- Агостино Пинели Лучани: 1 април 1609 – 2 април 1611, 88-и дож
- Алесандро Джустиниани Лонго: 6 април 1611 – 6 април 1613, 89-и дож
- Томазо Спинола: 21 април 1613 – 21 април 1615, 90-и дож
- Бернардо Чибо Клавареца: 25 април 1615 – 25 април 1617, 91-ви дож
- Джовани Джакомо Империале Тартаро: 25 април 1617 – 29 април 1619, 92-ри дож
- Пиетро Дурацо: 2 май 1619 – 2 май 1621, 93-ти дож, син на Джакомо Грималди Дурацо
- Амброджо Дория: 4 май 1621 – 12 юни 1621, 94-ти дож, умира по време на длъжността
- Джорджо Чентурионе: 22 юни 1621 – 22 юни 1623, 95-и дож
- Федерико Де Франки Тозо: 25 юни 1623 – 16 юни 1625, 96-и дож, син на Джероламо Де Франки Тозо, подава оставка
- Джакомо Ломелини: 16 юни 1625 – 25 юни 1627, 97-и дож
- Джовани Лука Киавари: 28 юни 1627 – 28 юни 1629, 98-и дож, син на Джероламо Киавари
- Андреа Спинола: 26 юни 1629 – 26 юни 1631, 99-и дож
- Леонардо Дела Торе: 30 юни 1631 – 30 юни 1633, 100-тен дож
- Джовани Стефано Дория: 5 юли 1633 – 5 юли 1635, 101-ви дож
- Джовани Франческо Бриньоле Сале: 11 юли 1635 – 11 юли 1637, 102-ри дож, първи крал на Корсика, официално призната титла за всички следващи дожове на поста (до 15 март 1736 г.)
- Агостино Палавичини: 13 юли 1637 – 13 юли 1639, 103-ти дож
- Джовани Батиста Дурацо: 28 юли 1639 – 28 юли 1641, 104-ти дож
- Джовани Агостино Де Марини: 14 август 1641 – 19 юни 1642, 105-и дож, умира по време на длъжността
- Джовани Батиста Леркари: 4 юли 1642 – 4 юли 1644, 106-и дож
- Лука Джустиниани: 21 юли 1644 – 21 юли 1646, 107-и дож, син на Алесандро Джустиниани Лонго
- Джовани Батиста Ломелини: 24 юли 1646 – 24 юли 1648, 108-и дож
- Джакомо Де Франки Тозо: 1 август 1648 – 1 август 1650, 109-и дож, син на Федерико Де Франки Тозо, внук на Джероламо де Франки Тозо
- Агостино Чентурионe: 23 август 1650 – 23 август 1652, 110-и дож
- Джероламо Де Франки Тозо: 8 септември 1652 – 8 септември 1654, 111-ти дож, син на Федерико Де Франки Тозо, внук на Джероламо Де Франки Тозо, брат на Джакомо Де Франки Тозо
- Алесандро Спинола: 9 октомври 1654 – 9 октомври 1656, 112-ти дож
- Джулио Саули: 12 октомври 1656 – 12 октомври 1658, 113-ти дож
- Джовани Батиста Чентурионе: 15 октомври 1658 – 15 октомври 1660, 114-ти дож
- Джан Бернардо Фругони: 28 октомври 1660 – 22 март 1661, 115-и дож, умира по време на длъжността
- Антониото Ивреа: 28 март 1661 – 29 март 1663, 116-и дож
- Стефано Де Мари: 13 април 1663 – 12 април 1665, 117-и дож
- Чезаре Дурацо: 18 април 1665 – 18 април 1667, 118-и дож, син на Пиетро Дурацо
- Чезаре Джентиле: 10 май 1667 – 10 май 1669, 119-и дож
- Франческо Гарбарино: 18 юни 1669 – 19 юни 1671, 120-и дож
- Алесандро Грималди: 287 юни 1671 – 27 юни 1673, 121-ви дож
- Агостино Салуцо: 5 юли 1673 – 4 юли 1675, 122-ри дож
- Антонио Да Пасано: 11 юли 1675 – 11 юли 1677, 123-ти дож
- Джанетино Одоне: 16 юли 1677 – 16 юли 1679, 124-ти дож
- Агостино Спинола: 29 юли 1679 – 29 юли 1681, 125-и дож
- Лука Мария Инвреа: 13 август 1681 – 13 август 1683, 126-и дож
- Франческо Мария Империале Леркари: 18 август 1683 – 18 август 1685, 127-и дож
- Пиетро Дурацо: 23 август 1685 – 23 август 1687, 128-и дож, син на Чезаре Дурацо, внук на Пиетро Дурацо
- Лука Спинола: 27 август 1687 – 27 август 1689, 129-и дож
- Оберто Дела Торе: 31 август 1689 – 1 септември 1691, 130-и дож
- Джовани Батиста Катанео Дела Волта: 4 септември 1691 – 5 септември 1693, 131-ви дож
- Франческо Инвреа: 9 септември 1693 – 9 септември 1695, 132-ри дож, син на Антониото Инвреа
- Бендинели Негроне: 16 септември 1695 – 16 септември 1697, 133-ти дож
- Франческо Мария Саули: 19 септември 1697 – 26 май 1699, 134-ти дож, внук на Лоренцо Саули, умира по време на длъжността
- Джироламо Де Мари:  3 юни 1699 – 3 юни 1701, 135-и дож, син на Стефано Де Мари
- Федерико Де Франки Тозо: 7 юни 1701 – 7 юни 1703, 136-и дож, син на Федерико Де Франки Тозо
- Антонио Грималди: 1 август 1703 – 1 август 1705, 137-и дож
- Стефано Онорато Ферети: 22 август 1705 – 22 август 1707, 138-и дож
- Доменико Мария Де Мари: 9 септември 1707 – 9 септември 1709, 139-и дож, син на Стефано Де Мари
- Винченцо Дурацо: 14 септември 1709 – 14 септември 1711, 140-и дож
- Франческо Мария Империале: 22 септември 1711 – 22 септември 1713, 141-ви дож
- Джовани Антонио Джустиниани: 22 септември 1713 – 22 септември 1715, 142-ри дож
- Лоренцо Чентурионе: 26 септември 1715 – 26 септември 1717, 143-ти дож
- Бенедето Виале: 30 септември1717 – 30 септември 1719, 144-ти дож
- Амброджо Империале: 4 октомври 1719 – 4 октомври 1721, 145-и дож
- Чезаре Де Франки Тозо: 8 октомври 1721 – 8 октомври 1723, 146-и дож
- Доменико Негроне: 13 октомври 1723 – 13 октомври 1725, 147-и дож
- Джероламо Венерозо: 18 януари 1726 – 18 януари 1728, 148-и дож
- Лука Грималди: 22 януари 1728 – 22 януари 1730, 149-и дож, брат на Антонио Грималди
- Франческо Мария Балби: 20 януари 1730 – 20 януари 1732, 150-и дож
- Доменико Мария Спинола: 29 януари 1732 – 29 януари 1734, 151-ви дож
- Стефано Дурацо: 3 февруари 1734 – 3 февруари 1736, 152-ри дож, син на Пиетро Дурацо
- Николо Катанео Дела Волта: 7 февруари 1736 – 7 февруари 1738, 153-ти дож, син на Джовани Батиста Катанео Дела Волта, крал на Корсика до 15 март 1736 г. заради провъзгласената независимост на Кралство Корсика от Генуезката държава
- Константини Балби: 7 февруари 1738 – 7 февруари 1740, 154-ти дож, брат на Франческо Мария Балби, с падането на Кралство Корсика и анексирането на острова към владенията на Генуа дожовете отново стават, по време на изпълнение на длъжността му и крале на Корсика
- Николо Спинола: 16 февруари 1740 – 16 февруари 1742, 155-и дож
- Доменико Каневаро: 20 февруари 1742 – 20 февруари 1744, 156-и дож
- Лоренцо Де Мари: 1 февруари 1744 – 1 февруари 1746, 157-и дож, внук на Стефано Де Мари
- Джовани Франческо Бриньоле Сале: 3 март 1746 – 3 март 1748, 158-и дож, последен Крал на Корсика (7 юни 1746)
- Чезаре Катанео Дела Волта: 6 март 1748 – 6 март 1750, 159-и дож, син на Джовани Батиста Катанео Дела Волта
- Агостино Виале: 10 март 1750 – 10 март 1752, 160-и дож, син на Бенедето Виале
- Стефано Ломелини: 28 март 1752 – 7 юни 1752, 161-ви дож, абдикира
- Джовани Батиста Грималди: 7 юни 1752 – 7 юни 1754, 162-ри дож
- Джан Джакомо Венерозо: 23 юни 1754 – 23 юни 1756, 163-ти дож, син на Джероламо Венерозо
- Джовани Джакомо Грималди: 22 юни 1756 – 22 юни 1758, 164-ти дож
- Матео Францони: 22 август 1758 – 22 август 1760, 165-и дож
- Агостино Ломелини: 22 септември 1760 – 10 септември 1762, 166-и дож
- Родолфо Емилио Бриньоле Сале: 25 ноември 1762 – 25 ноември 1764, 167-и дож, брат на Джовани Франческо Бриньоле Сале
- Франческо Мария Дела Ровере: 29 януари 1765 – 29 януари 1767, 168-и дож
- Марчело Дурацо: 3 февруари 1767 – 3 февруари 1769, 169-и дож
- Джовани Батиста Негроне: 16 февруари 1769 – 26 януари 1771, 170-и дож
- Джовани Батиста Камбиазо: 16 април 1771 – 23 декември 1773, 171-ви дож, умира по време на длъжността
- Фердинандо Спинола: 7 януари 1773 – 19 януари 1773, 172-ри дож, отказва се
- Пиер Франческо Грималди: 26 януари 1773 – 26 януари 1775, 173-ти дож, син на Джовани Батиста Грималди
- Брицио Джустиниани: 31 януари 1775 – 31 януари 1777, 174-ти дож
- Джузепе Ломелини: 4 февруари 1777 – 4 февруари 1779, 175-и дож
- Джакомо Мария Бриньоле: 4 март 1779 – 4 март 1781, 176-и дож
- Марко Антонио Джентиле: 8 март 1781 – 8 март 1783, 177-и дож
- Джовани Батиста Айроли, 6 май 1783 – 6 май 1785, 178-и дож
- Джан Карло Палавичино: 6 юни 1785 – 6 юни 1787, 179-и дож
- Рафаеле Агостино Де Ферари: 4 юли 1787 – 4 юли 1789, 180-и дож
- Алераме Мария Палавичини: 30 юли 1789 – 30 юли 1791, 181-ви дож
- Микеланджело Камбиазо: 3 септември 1791 – 3 септември 1793, 182-ри дож, внук на Джовани Батиста Камбиазо
- Джузепе Мария Дория: 16 септември 1793 – 16 септември 1795, 183-ти дож
- Джакомо Мария Бриньоле: 17 ноември 1795 – 17 юни 1797, 184-ти дож, номиниран за 2-ри път, последен дож.

## Лигурска република (1802 – 1805)
- Джироламо Луиджи Дурацо: 10 август 1802 – 29 май 1805, 1-ви дож на Лигурската република, управлява под временната и новосъздадена Лигурска република. От 1805 г. е премахната с преминаването ѝ към Департамент Генуа на Първа френска империя.

## Генуезка република (1814 – 1815)
- Джироламо Сера: 26 април 1814 – 7 януари 1815, председател на временното правителство, управлява под временната и новоучредена Генуезка република, премахната от 1815 г. с преминаването на републиката към Сардинското кралство